# Kate Saunders
Kate Saunders (nata Katharine Mary Saunders; Londra, 4 maggio 1960 – Londra, 21 aprile 2023) è stata una scrittrice, attrice e giornalista britannica, famosa per i suoi libri per bambini, vincitrice del Betty Trask Award e del Costa Children's Book Award e selezionata due volte per la Carnegie Medal.

## Biografia
Katharine Mary Saunders nacque nel maggio 1960 in una famiglia anglo-cattolica a Londra; era la maggiore di sei figli. Suo padre era l'avvocato delle pubbliche relazioni Basil Saunders e sua madre la giornalista Betty (nata Smith) Saunders. Studiò alla Camden School for Girls.

## Carriera

### Televisione
Kate Saunders fu attrice fino ai vent'anni. Fece un'apparizione in un ruolo di poliziotta in un episodio di Only Fools and Horses nel 1982.  Intervenne regolarmente nei programmi di Radio 4 Woman's Hour, Start the Week  e Kaleidoscope. Fu Sandi Toksvig, ospite del game show Have I Got News for You. Il programma per bambini della BBC Belfry Witchesera era basato sulla sua serie di libri per bambini con protagoniste due streghe dispettose.

### Giornali e libri
Kate Saunders scrisse per giornali e riviste nel Regno Unito, tra cui The Sunday Times, Sunday Express, Daily Telegraph, She e Cosmopolitan. Pubblicò molti romanzi, come Wild Young Bohemians; co-scrisse Catholics and Sex (1992) con Peter Stanford,  che all'epoca era responsabile del Catholic Herald. Kate  Saunders e Stanford successivamente presentarono una serie televisiva basata sul libro su Channel 4.
Vinse l'annuale Costa Children's Book Award per Five Children on the Western Front (2014), un contributo alla classica serie fantasy che E. Nesbit ha inaugurato nel 1902 con Five Children and It.  Contribuì al sequel autorizzato di Winnie-the-Pooh, The Best Bear in All the World. Il suo romanzo per bambini The Land of Neverendings fu selezionato per la Carnegie Medal 2019,  così come Five Children on the Western Front nel 2016.

### Morte
Kate Saunders aveva la sclerosi multipla. La sua salute peggiorò dopo la morte del figlio, ma ella continuò a scrivere fino alla fine della sua vita. Morì di cancro nella sua casa di Archway, Londra, il 21 aprile 2023, all'età di 62 anni.

## Vita privata
Kate Saunders sposò Philip Wells nel 1985; in seguito divorziarono. Il loro unico figlio morì suicida all'età di 19 anni.

## Opere selezionate

### Romanzi
- The Prodigal Father (1986) - Premio Betty Trask Award nel 1986
- Storm in the Citadel (1989)
- Night Shall Overtake Us (1993)
- Wild Young Bohemians (1995)
- Lily-Josephine (1998)
- The Marrying Game (2002)
- Bachelor Boys (2004)
- Crooked Castle (2013)
- Mariana (2013)

#### I Misteri di Laetitia Rodd
- The Secrets of Wishtide (2016)
- The Case of the Wandering Scholar (2019)
- The Mystery of the Sorrowful Maiden (2021)

### Libri per bambini
- A Spell of Witches (1999)
- The Belfry Witches (omnibus) (2003)
- Cat and the Stinkwater War (2003)
- The Little Secret (2006)
- Beswitched (2010)
- Magicalamity (2011)
- The Whizz Pop Chocolate Shop (2012)
- The Curse of The Chocolate Phoenix (2013)
- Five Children on the Western Front (2014)
- The Land of Neverendings (2017)